# Метапонто Лидо (Матера)
Метапонто Лидо (итал. Metaponto Lido) је насеље у Италији у округу Матера, региону Базиликата.
Према процени из 2011. у насељу је живело 12 становника. Насеље се налази на надморској висини од 4 м.